# Emma Bejanyan
Emma Bejanyan (arménsky Էմմա Բեջանյան; * 12. dubna 1984 Jerevan), též známá jako Emmy,  je arménská popová zpěvačka, která reprezentovala Arménii na Eurovision Song Contest 2011 s písní „Boom Boom“.

## Biografie
Během své kariéry získala mnoho hudebních ocenění v mezinárodních hudebních soutěžích a festivalech v Arménii, na Kypru, v Rusku, Sýrii, Německu, na Ukrajině, v Lotyšsku, Estonsku, Gruzii a v [[Česko|Česku].
Vydala 3 alba, 20 videoklipů, více než 60 skladeb a hostila několik populárních televizních pořadů. Je považována za jednu z nejpopulárnějších a nejvlivnějších zpěvaček Arménie a bývá označována Princeznou popu či Ikonou arménského popu.

### 1994–2000: Dětství a počátky kariéry
Narodila se 12. dubna 1984 v hlavním městě Arménie Jerevanu. Matka Naděžda Sargsyan je zpěvačka a hudební producentka, otec David Bejanyan byl sochař a jazzový pianista.
Studovala na jazzové fakultě na Státní konzervatoři v Jerevanu. V roce 1993 nahrála svou první píseň „Hajastan“ (Arménie) a v roce 1994 získala svou první cenu pro nejlepší zpěvačku v soutěži Asup Song Competition s písní „Song Funny Rain“. Ve stejném roce se stala členkou hudební skupiny Hajer, ve které zpívala až do roku 2000.

### 2000–2010: sólová dráha
Po odchodu z kapely začala pracovat na své sólové kariéře. V roce 2006 vydala své debutové album a rok později své druhé album Emmy.

### 2010–současnost: Eurovision Song Contest
V únoru 2010 se zúčastnila arménského národního kola pro Eurovision Song Contest 2010 s písní „Hey (Let Me Hear You Say)“, kterou nahrála s Mihranem Kirakosyanem. Duo obsadilo druhé místo.
O rok později byla soutěžní píseň pro Eurovision Song Contest 2011 vybírána interně veřejnoprávním vysílatelem. Písně, které v národním kole zazněly, byly vybrány bez dohledu veřejnosti. V národním kole byly představeny 4 skladby: „Ayo“, „Hi“, „Goodbye“ a „Boom Boom“, ze kterých získala nejvyšší počet hlasů píseň „Boom Boom“.
Arménie vystoupila v prvním semifinále 10. května, ve kterém se umístila na 12. místě a nepostoupila do finále. Tímto se stala prvním reprezentantem Arménie, který neprošel do finále soutěže.
V červnu 2013 vydala svůj nový singl „Tsiatsan / Qez gta“. V roce 2014 byla porotcem v arménské verzi 3. sezóny pěvecké soutěže X Factor.